# Trình Vũ (Tam Quốc)
Trình Vũ (tiếng Trung: 程武; bính âm: Cheng Wu; ? – ?), là quan viên Tào Ngụy thời Tam Quốc trong lịch sử Trung Quốc.

## Cuộc đời
Trình Vũ quê ở huyện Đông A, quận Đông, Duyện Châu, là con trai trưởng của trọng thần nước Ngụy Trình Dục.
Năm 220, Trình Dục chết, thọ 81 tuổi. Trình Vũ khi đó cũng đã lớn tuổi, tập tước của cha (chưa rõ Trình Dục mang tước gì), còn em trai Trình Diên thụ phong liệt hầu. Không lâu sau, Trình Vũ chết, con trai Trình Khắc tập tước.
Trình Khắc có một con trai là Trình Lương.

## Trong văn hóa
Trong tiểu thuyết Tam quốc diễn nghĩa, Trình Vũ xuất hiện ở hồi 92, là Tham quân dưới trướng Hạ Hầu Mậu. Năm 228, Gia Cát Lượng bắc phạt, phái Triệu Vân, Đặng Chi dẫn quân ra Tà Cốc. Triệu Vân liên tiếp đánh bại quân Ngụy, đâm chết mấy tướng nhà Hàn Đức. Trong khi Hạ Hầu Mậu lo sợ, Tham quân Trình Vũ hiến kế: Tôi nghĩ Triệu Vân có khỏe mà kém khôn, không lấy gì làm lo lắm. Ngày mai Đô đốc nên phục sẵn hai toán quân, rồi dẫn quân ra dụ địch, dử Triệu Vân đến, đô đốc lên núi chỉ huy bốn mặt quân sĩ, vậy bọc cho dày, chắc bắt được hắn. Mậu nghe theo, phái Đổng Hi, Tiết Tắc mai phục, cho quân đánh trống mở cờ đi khiêu chiến.
Đặng Chi khuyên Triệu Vân: Đêm qua quân Ngụy thua chạy, hôm nay lại đến, tất có mưu mẹo gì đây! Lão tướng quân phải phòng trước mới được. Vân không nghe, đích thân ra trận, đánh đuổi liên tiếp chín tướng Ngụy. Đặng Chi cho quân đuổi theo, chưa kịp rút về thì quân mai phục của Đổng Hi, Tiết Tắc xông ra. Triệu Vân, Đặng Chi không tài nào thoát được, đang định tự vẫn thì may mà Trương Bào tới cứu. Có thể xem đây là vết nhơ trong cuộc đời cầm quân của Triệu Vân.